# Steina (Sachsen)
Steina (obersorbisch Sćenjow) ist eine sächsische Gemeinde im Landkreis Bautzen und Mitglied der Verwaltungsgemeinschaft Pulsnitz.

## Geographie

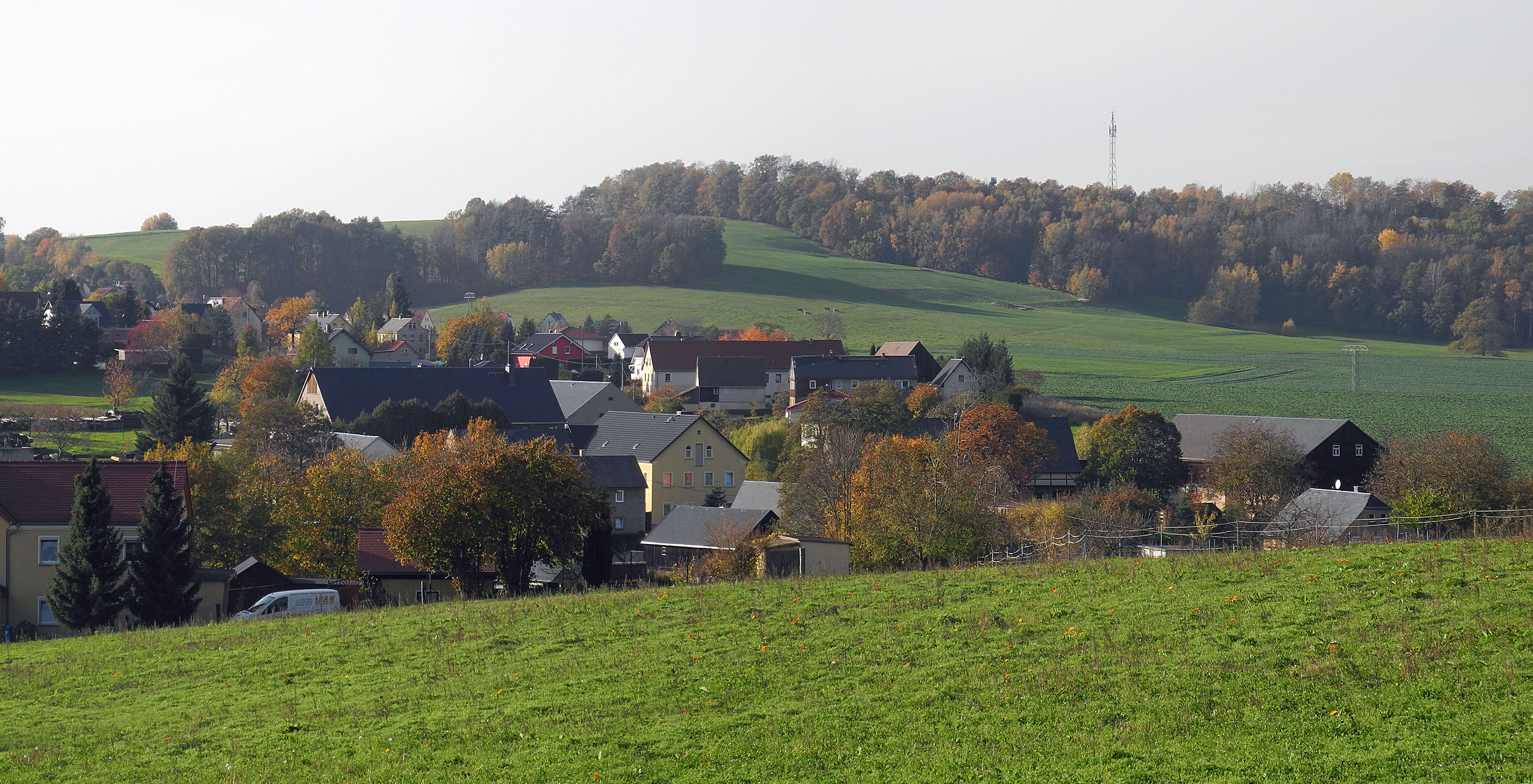
Blick auf Steina und den Schwedenstein

Steina liegt etwa 30 Kilometer nördlich von Dresden, zwischen Kamenz und Pulsnitz am Rande des Lausitzer Berglandes im Landschaftsschutzgebiet Westlausitz. Der Ort erstreckt sich – als typisches Reihendorf mit Waldhufenflur – über mehr als 7 Kilometer und teilt sich in die Teilorte Weißbach, Niedersteina und Obersteina. Durch den Ort fließt der Weißbach, ein Nebengewässer des Haselbaches, welcher bei Reichenau in die Pulsnitz mündet. Markant für Steina ist seine mittelgebirgsnahe Struktur, wobei das Terrain vom Schwedenstein (ca. 420 m) beherrscht wird.

## Geschichte
1349 wurde Steina erstmals urkundlich erwähnt. Begonnen hat die Besiedlung mit der Gründung der Kolonistendörfer Weißbach (ursprünglich Wysbach), Niedersteina (ursprünglich Nedirstein) und Obersteina (ursprünglich Oberstein). Im Vergleich zu den Nachbargemeinden erfolgte die Gründung relativ spät. Vermutlich führte dies auch dazu, dass keine eigene Kirchgemeinde entstand, sondern alle kirchlichen Anlässe von der Taufe bis zum Begräbnis in der Kirchgemeinde Pulsnitz stattfanden. Seit ihrer Gründung waren Weißbach, Nieder- und Obersteina der Pulsnitzer Rittergutsherrschaft dienstpflichtig.
Die über Jahrhunderte eigenständigen Gemeinden Nieder- und Obersteina wuchsen Ende des 19., Anfang des 20. Jahrhunderts zusammen. Die neuen Häuser erhielten den Namen Himmelreich. Am 1. Juli 1950 wurde die Gemeinde Steina durch den Zusammenschluss der bis dahin eigenständigen Gemeinden Niedersteina und Obersteina gebildet. Dadurch war Steina mit ca. 2150 Einwohnern die größte Landgemeinde des damaligen Kreises Kamenz. 1968 erfolgte die Eingemeindung von Weißbach.

## Politik

### Gemeinderat
Seit der Gemeinderatswahl am 9. Juni 2024 verteilen sich die 12 Sitze des Gemeinderates folgendermaßen auf die einzelnen Gruppierungen:
- CDU: 7 Sitze
- BZiS: 5 Sitze

| Gemeinderat ab 2024Insgesamt 12 Sitze - BZiS: 5 - CDU: 7 | Liste           | 2024   | 2024   | 2019   | 2019   | 2014   | 2014   |
| Gemeinderat ab 2024Insgesamt 12 Sitze - BZiS: 5 - CDU: 7 | Liste           | Sitze  | in %   | Sitze  | in %   | Sitze  | in %   |
| Gemeinderat ab 2024Insgesamt 12 Sitze - BZiS: 5 - CDU: 7 | CDU             | 7      | 51,0   | 4      | 33,9   | 6      | 43,9   |
| Gemeinderat ab 2024Insgesamt 12 Sitze - BZiS: 5 - CDU: 7 | BZiS            | 5      | 49,0   | 1      | 12,2   | –      | –      |
| Gemeinderat ab 2024Insgesamt 12 Sitze - BZiS: 5 - CDU: 7 | FDP             | –      | –      | 7      | 53,9   | 5      | 37,5   |
| Gemeinderat ab 2024Insgesamt 12 Sitze - BZiS: 5 - CDU: 7 | Linke           | –      | –      | –      | –      | 1      | 13,9   |
| Gemeinderat ab 2024Insgesamt 12 Sitze - BZiS: 5 - CDU: 7 | SPD             | –      | –      | –      | –      | –      | 4,7    |
| Gemeinderat ab 2024Insgesamt 12 Sitze - BZiS: 5 - CDU: 7 | Wahlbeteiligung | 76,3 % | 76,3 % | 73,6 % | 73,6 % | 56,9 % | 56,9 % |

### Bürgermeister
Bürgermeister ist seit 2019 Sandro Bürger (CDU).
| Wahl | Bürgermeister     | Vorschlag | Wahlergebnis (in %) |
| ---- | ----------------- | --------- | ------------------- |
| 2019 | Sandro Bürger     | CDU       | 51,8                |
| 2016 | Achim Garten      | Garten    | 61,2                |
| 2015 | Uwe Lutz Hönicke  | FDP       | 96,5                |
| 2008 | Uwe Lutz Hönicke  | FDP       | 58,5                |
| 2001 | Kerstin Schlotter | Schlotter | 53,8                |

## Wirtschaft
Über Jahrhunderte wurde das Bild der einzelnen Gemeinden durch die bäuerlichen Hufen geprägt. Die steinigen Bodenverhältnisse, auf denen möglicherweise auch der Ortsname gründet, brachten den Bauern nur geringe Erträge. Der Bedarf an weiteren Ackerflächen drängte den Wald auf Flächen zurück, die landwirtschaftlich ungeeignet waren. Dadurch entstand die heutige Landschaft mit Restwald auf Bergkuppen und sumpfigen Tälern. Südöstlich des Dorfgebietes verblieb ein großes geschlossenes Waldgebiet, der Luchsenburg-Wald.
Im Verlaufe des 18. Jahrhunderts entstand das Gewerbe der Bandmacher, das vor allem als Heimweberei betrieben wurde. Dazu kam später die Steinindustrie, die sich durch den zunehmenden Baustoffbedarf stark entwickelte. Zahlreiche Restlöcher, aus denen der Granit gebrochen wurde, zeugen heute noch davon. 1972 wurde der Abbaubetrieb im letzten Steinbruch, dem Haustein, beendet.
Steina war bis 2018 staatlich anerkannter Erholungsort.

## Sehenswertes
Bedingt durch die landschaftlich reizvolle Lage bietet sich Steina besonders als Ausgangspunkt für Ausflüge und Wanderungen an. Besonderes Ausflugsziel ist der Schwedenstein, dessen 1898 erbauter Aussichtsturm einen sehr guten Rundblick auf die Ober- und Westlausitz bietet. Im Winter bieten die Flanken des Berges gute Bedingungen zum Skifahren, nicht zuletzt auch durch einen Skilift. An der Straße mit Radweg nach Pulsnitz steht ein Königlich-sächsischer Ganzmeilenstein aus der Zeit um 1860 vom damaligen Postkurs Dresden–Camenz, der sich nach einem Unfallschaden zeitweise im Park an der Poststraße bzw. im Rathaus von Pulsnitz befand.

### Sport
Sportliche Betätigung hat in der jüngeren Geschichte des Ortes einen großen Stellenwert. 1885 wurde der Turnverein Obersteina gegründet. 1900 folgte der Radfahrklub Niedersteina. Bis heute hat sich der Handballsport einen guten Namen errungen.

### Naturschutz
- Siehe auch: Liste der Naturdenkmale in Steina (Sachsen)

## Ortsgliederung
Die Ortsteile der Gemeinde sind Weißbach und Steina, unterschieden wird noch zwischen Niedersteina, Obersteina und dem Neuen Dorf.

## Persönlichkeiten
- Johannes Hörnig (1921–2001), Funktionär der SED, von 1946 bis 1950 Grundschullehrer in Obersteina
- Gottfried Herold (1929–2019), Schriftsteller, geboren in Weißbach
- Harry Herrmann (* 1930), Oberst des MfS, geboren in Niedersteina